# Christian Leyva
Christian Leyva (Tijuana, Baja California, 31 de julio de 2003) es un futbolista mexicano. Se desempeña en la posición de delantero en el Dorados de Sinaloa de la Liga de Expansión MX.

## Trayectoria

### Club Tijuana
Debutó profesionalmente el día domingo 11 de abril de 2021 en la derrota por 2 a 3 del Club Tijuana ante el Mazatlán Fútbol Club. Entró en sustitución de Christian Rivera.

### Dorados de Sinaloa
El 13 de enero de 2023 se hace oficial su llegada al club Dorados de Sinaloa.

## Estadísticas
Actualizado al último partido jugado el 7 de noviembre de 2024.
| C. Tijuana · México                 |               |               |    |   |   |   |   |    |    |   |
| 1ª                                  | 2021          | 1             | 0  | - | - | - | - | 1  | 0  |   |
| 1ª                                  | 2021-22       | 10            | 0  | - | - | - | - | 10 | 0  |   |
| Total club                          | Total club    | 11            | 0  | 0 | 0 | 0 | 0 | 11 | 0  |   |
| Dorados · México                    |               |               |    |   |   |   |   |    |    |   |
| 2ª                                  | 2022-23       | 15            | 0  | - | - | - | - | 15 | 0  |   |
| 2ª                                  | 2023-24       | 15            | 2  | - | - | - | - | 15 | 2  |   |
| 2ª                                  | 2024-25       | 13            | 3  | - | - | - | - | 13 | 3  |   |
| Total club                          | Total club    | 43            | 5  | 0 | 0 | 0 | 0 | 43 | 5  |   |
| Total carrera                       | Total carrera | Total carrera | 54 | 5 | 0 | 0 | 0 | 0  | 54 | 5 |
| (1)Incluye datos de la Copa México. |               |               |    |   |   |   |   |    |    |   |

## Vida personal
Es hermano del también futbolista César Leyva.